# Entlötpumpe

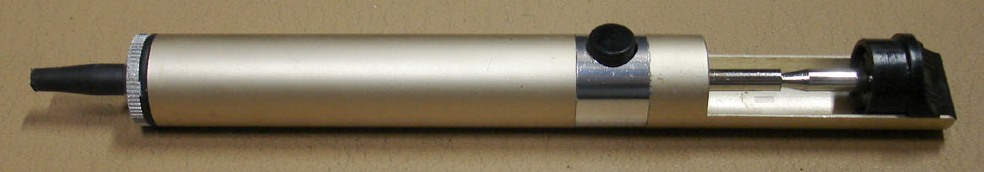
Einfache Entlötpumpe

Eine Entlötpumpe (auch Lotsaugpumpe oder Entlötsaugpumpe) dient dem Absaugen von verflüssigtem Lötzinn (Lot) beim Lösen einer Lötverbindung.

## Manuell betriebene Entlötpumpen

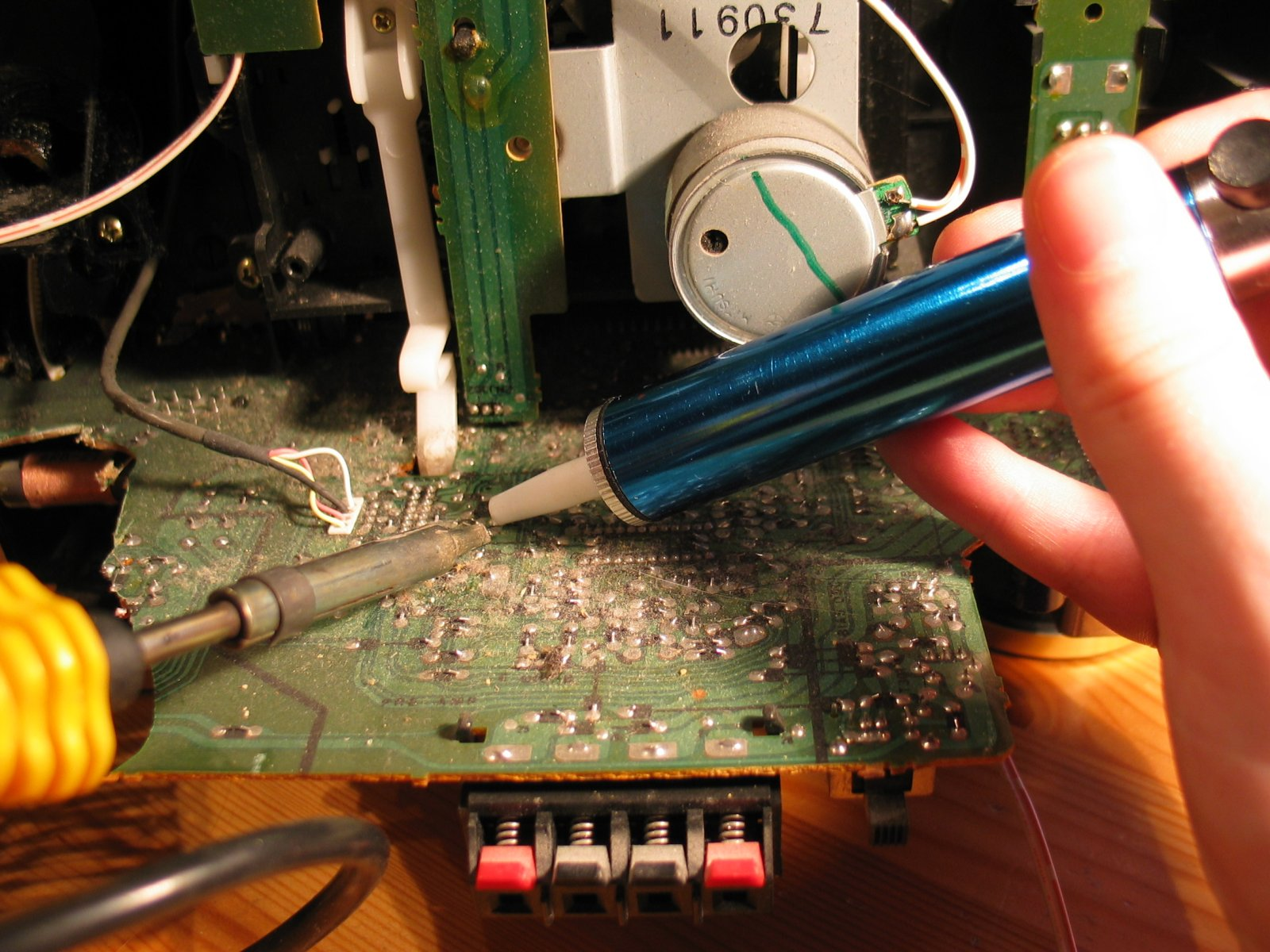
Entlötpumpe in Verwendung

Wenn ein elektrisches oder elektronisches Bauelement durch mehr als eine einzelne Lötstelle auf einer Leiterplatte festgelötet ist, müssten zum Entfernen des Bauelements alle Lötstellen gleichzeitig angeschmolzen werden. Das ist im Allgemeinen – auch zur Schonung des Bauelements – nicht möglich, weshalb sukzessive von allen Lötstellen das Zinn entfernt werden muss. Das flüssige Lot kann entweder im einfacheren Fall mit einer Entlötlitze oder einer Entlötpumpe aufgesaugt werden.
Eine Entlötpumpe hat eine hitzebeständige Kunststoffspitze, beispielsweise aus Teflon, an der das flüssige Lötzinn nicht haften bleibt. In der Pumpe wird ein Unterdruck erzeugt, der die Luft und das flüssige Lötzinn einsaugt. Eine Spitze mit kleiner Öffnung würde präziseres Arbeiten und eine längere Saugwirkung ermöglichen, jedoch muss der freie Durchmesser der Spitze einen hinreichend großen Durchmesser haben, damit zum einen das Zinn in der Spitze nicht erkaltet und diese verstopft. Zum anderen muss der Durchmesser einen genügend kräftigen Luftstrom ermöglichen, der in der Lage ist, das flüssige Zinn „mitzureißen“.
Einfache manuelle Entlötpumpen bestehen generell aus einem Zylinder und einem Kolben, der mit einer Schraubenfeder vorgespannt ist. Durch Drücken eines Knopfes wird die Feder ausgelöst und der zurückweichende Kolben erzeugt einen Bereich starken Unterdrucks, in den die Luft von außen einströmt. Etwas höherwertige Pumpen dieses Typs haben einen Mechanismus, der den auftretenden Rückstoß kompensiert. So schlägt die Spitze nicht auf die Lötstelle.

## Elektrisch betriebene Entlötgeräte

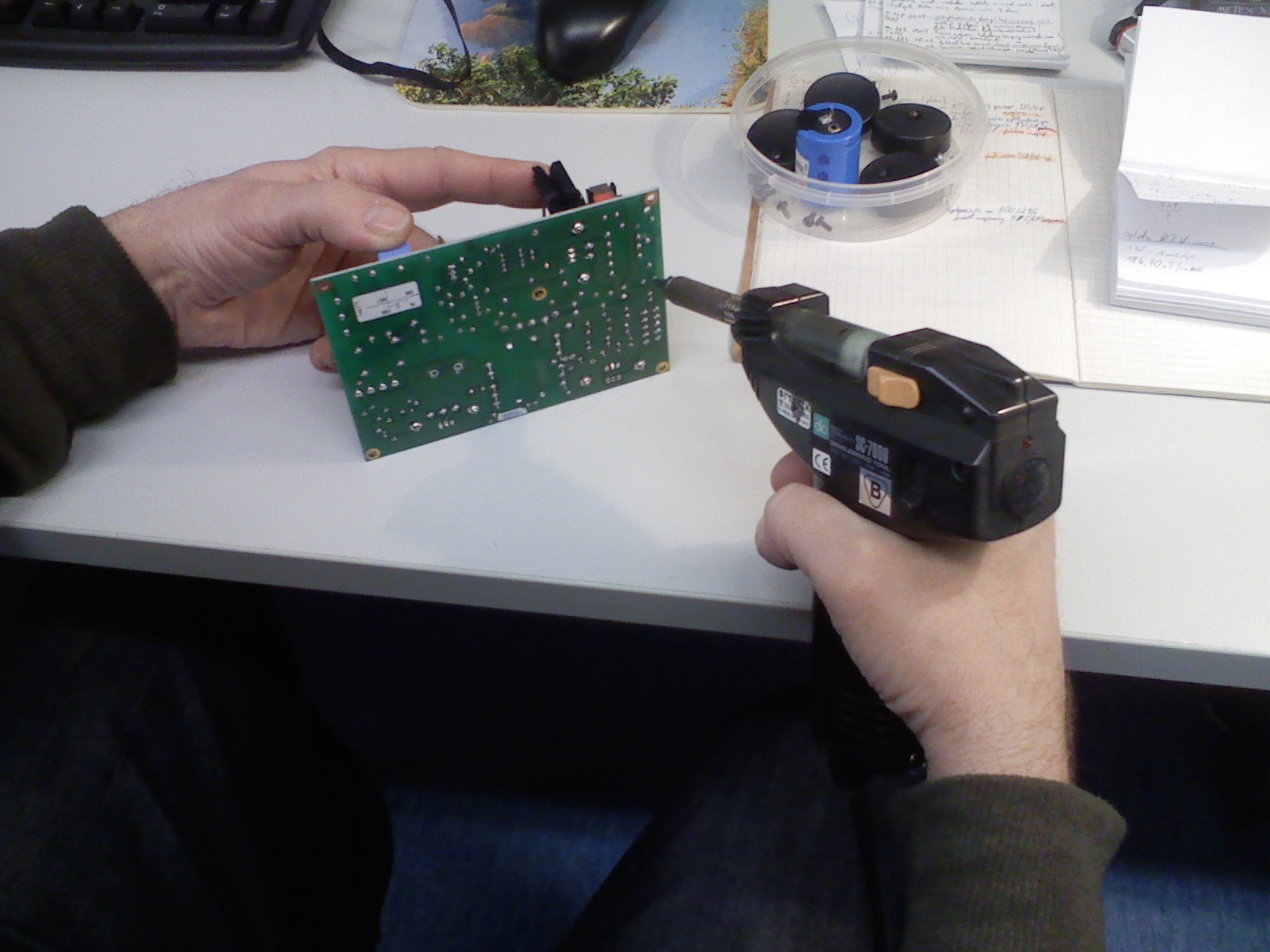
Elektrische Entlötpumpe

Im professionellen Bereich gibt es elektrische Entlötpumpen, die eine elektrisch heizbare Entlötspitze und ein Vakuumsystem besitzen. Diese Geräte sind entweder an eine zentrale Vakuumversorgung angeschlossen, oder erzeugen den Unterdruck mit einer motorgetriebenen Vakuumpumpe. Weiterhin gibt es Systeme, die an Druckluft angeschlossen sind und über eine integrierte Venturidüse den benötigten Unterdruck erzeugen. Die Entlötdüse ist aus einem Metallwerkstoff hergestellt. Sie überträgt die Wärme zum Aufschmelzen des Lots an die Lötstelle. Hierbei ist darauf zu achten, dass die übertragende Fläche der Entlötdüse das Lötzinn zur besseren Wärmeübertragung gut annimmt. Das Absaugen des flüssigen Lots wird meist über einen Handtaster am Entlötgerät oder per Fußschalter ausgelöst.

## Reinigung von Entlötgeräten
Das aufgesaugte Lot wird bei manuellen Pumpen im Arbeitsraum des Zylinders angesammelt und meist durch erneutes Spannen der Entlötpumpe wieder ausgestoßen. Nach längerer Gebrauchsdauer müssen die Lotreste aus dem geöffneten Gerät entfernt werden.
Bei heizbaren industriellen Entlötgeräten gibt es meist nach der Düse ein Lotgefäß (beispielsweise in Form eines Glasrohres), in welches das flüssige Lot eingesaugt wird und dort erkaltet. In regelmäßigen Intervallen muss das Lot entfernt, Filter ersetzt und das Entlötgerät gereinigt werden.